# Mark Craney
Mark Craney (26. srpna 1952, Minneapolis, Hennepin County, Minnesota, USA – 26. listopadu 2005, Sherman Oaks, Kalifornie, USA), byl bubeník skupiny Jethro Tull.

## Životopis
Vyrůstal v Sioux Falls, Jižní Dakota. Jeho otec hrál na bicí a měl na něj rozhodující vliv v jeho hudební kariéře. Mark Craney zprvu hrál s místními skupinami, začínal se skupinou "Vandals" a později, když žil ve Vermillionu Jižní Dakotě, hrál se skupinou "Zero Ted".
Hrál na posledním turné Tommy Bolina v roce 1976, albu Gino Vannelliho Brother to Brother, vydaném v roce 1978 a následném turné, albu Imaginary Voyage Jean-Luc Pontyho z roku 1976 a albu z roku 1980 Civilized Evil. Se skupinou Jethro Tull hrál od června 1980 do května 1981, na jejich albu 'A' 1980 a následném turné.
Největším úspěchem jeho kariéry byla hra na bicí na singlu Gino Vanelliho "I Just Want To Stop", který se umístil na 4. místě žebříčku v USA a 1. místě žebříčku v Kanadě.
Zemřel na zápal plic komplikovaný diabetem v Sherman Oaks v Kalifornii ve věku 53 let.